# Лук мутовчатый
Лук мутовчатый (лат. Allium verticillatum) — многолетнее травянистое растение, вид рода Лук (Allium) семейства Луковые (Alliaceae).

## Распространение и экология
В природе ареал вида охватывает западные и юго-западные районы Тянь-Шаня и западные районы Памиро-Алая. Эндемик.
Произрастает на мелкоземных и щебнистых склонах в предгорьях и нижнем поясе гор.

## Ботаническое описание
Луковица яйцевидная, диаметром 0,75—1,5 см; наружные оболочки серые, бумагообразные. Стебель высотой 10—20 см, на четверть одетый одним или двумя сближенными влагалищами листьев.
Листья короче стебля, до влагалища рассечены на 3—9 нитевидные, бороздчатые, шероховатые доли, симулирующие мутовку.
Чехол немного короче или равен зонтику. Зонтик почти шаровидный или полушаровидный, рыхлый, сравнительно многоцветковый. Цветоножки во три—семь раз длиннее околоцветника, неровные, центральные иногда до 2 раз более длинные, наружные восходящие, при основании без прицветников. Листочки звёздчатого околоцветника розоватые, с пурпурной жилкой, продолговато-ланцетные, тупые, позднее вниз отогнутые, скрученные, длиной около 4 мм. Нити тычинок немного длиннее листочков околоцветника, при основании между собой и с околоцветником сросшиеся, выше между собой спаянные в кольцо, шиловидные. Завязь почти сидячая, шероховатая, с 8—10 семяпочками.
Коробочка почти шаровидная, диаметром около 3 мм.

## Таксономия
Вид Лук мутовчатый входит в род Лук (Allium) семейства Луковые (Alliaceae) порядка Спаржецветные (Asparagales).
|  |                                      |  |                                                             |                                                             |                   |  | ещё 24 семейства (согласно Системе APG II) | ещё 24 семейства (согласно Системе APG II) |                     |  |  |  | ещё более 870 видов |
|  |                                      |  |                                                             |                                                             |                   |  | ещё 24 семейства (согласно Системе APG II) | ещё 24 семейства (согласно Системе APG II) |                     |  |  |  | ещё более 870 видов |
|  |                                      |  |                                                             | порядок Спаржецветные                                       |                   |  |                                            |                                            | род Лук             |  |  |  |                     |
|  |                                      |  |                                                             | порядок Спаржецветные                                       |                   |  |                                            |                                            | род Лук             |  |  |  |                     |
|  | отдел Цветковые, или Покрытосеменные |  |                                                             |                                                             | семейство Луковые |  |                                            |                                            | вид Лук мутовчатый  |  |  |  |                     |
|  | отдел Цветковые, или Покрытосеменные |  |                                                             |                                                             | семейство Луковые |  |                                            |                                            |                     |  |  |  |                     |
|  |                                      |  | ещё 44 порядка цветковых растений (согласно Системе APG II) | ещё 44 порядка цветковых растений (согласно Системе APG II) |                   |  |                                            | ещё около 300 родов                        | ещё около 300 родов |  |  |  |                     |
|  |                                      |  |                                                             | ещё 44 порядка цветковых растений (согласно Системе APG II) |                   |  |                                            |                                            | ещё около 300 родов |  |  |  |                     |